# Uglione
Uglione es un barrio del distrito de Sede, en el municipio de Santa Maria, en el estado brasileño de Río Grande del Sur. Está situado en el centro-oeste de Santa Maria.

## Villas
El barrio contiene las siguientes villas: Parque Residencial São Carlos, Uglione, Vila Alegria, Vila Goiânia, Vila São Pedro.

## Galería de fotos

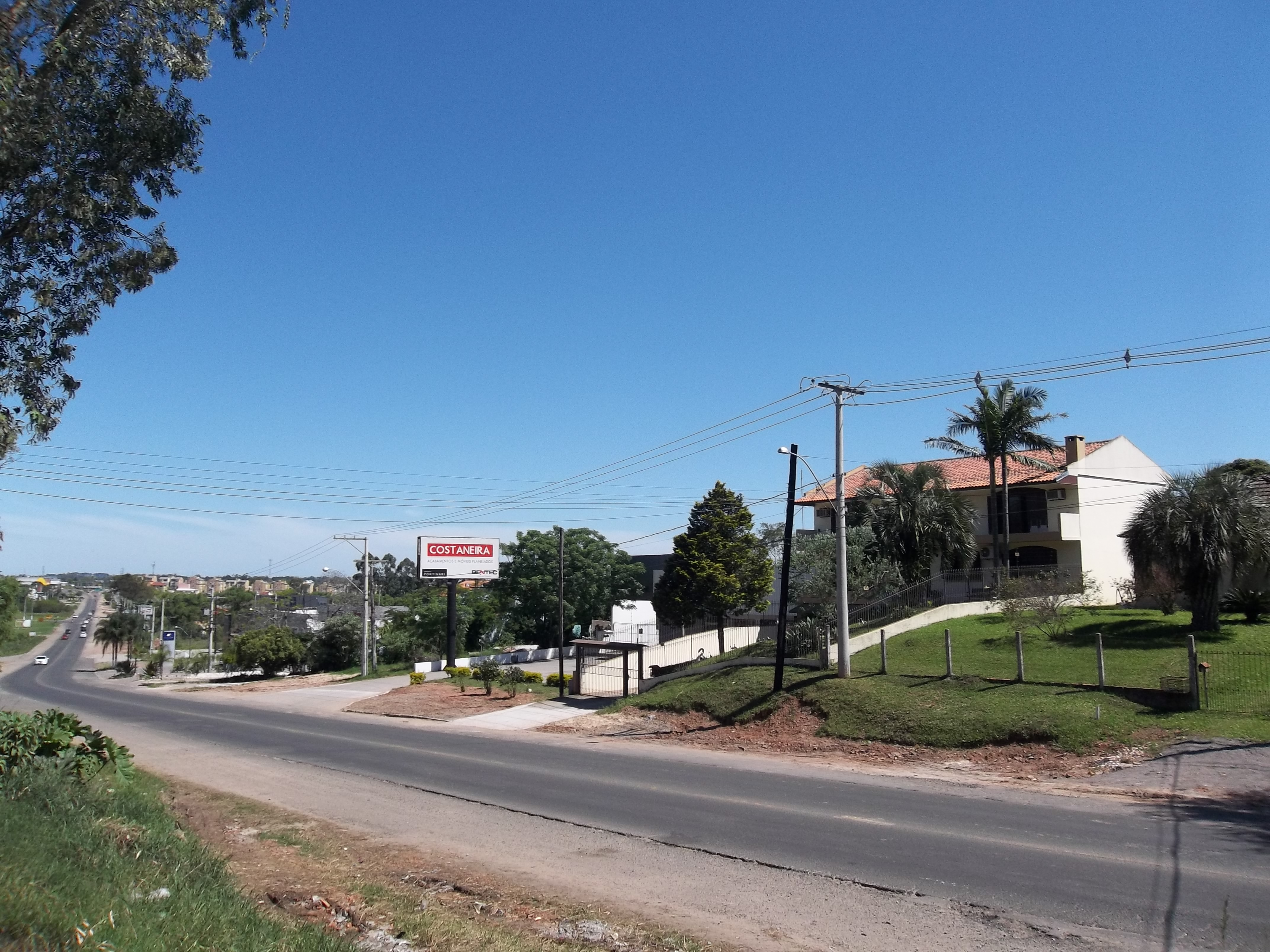

| Noroeste: Duque de Caxias Urlândia | Norte: Duque de Caxias / Nossa Senhora Medianeira | Nordeste: Nossa Senhora Medianeira                          |
| Oeste: Urlândia                    |                                                   | Este: Nossa Senhora Medianeira                              |
| Suroeste: Urlândia                 | Sur: Urlândia                                     | Sureste: Nossa Senhora Medianeira Dom Antônio Reis Urlândia |